# GETTAMAN
GETTAMAN（げったまん）は、日本のヒューマンアーティスト。
健康界の鬼才。長年の経験に裏付けられた知識に基づいた、ダイエットやアンチエイジング、ストレスケアのスペシャリスト。単なるダイエットやコンディションを整えるだけの範疇を超え、心と体、さらには“生き方”をも変えるヒューマンアーティストとして活動し、第一線で活躍するクリエイター、財界人、経営者、トップミュージシャン、モデル、アスリート等から絶大な信頼を得ている。健康界の鬼才と言われ、個人指導は3年待ち。独自の美と健康のメソッドを提唱し、TVや雑誌に数多く登場。
自身も日本を代表するトライアスリートとして数々の国際大会で活躍した実績を持ち、毎年12月に開催されるホノルルマラソンでは、羽織、袴、高下駄の衣装で26年連続完走。ホノルルでは「GETTAMANに逢えると幸せが訪れる」と言われている。
著書はストレス本をはじめダイエット本など多数あり、TVで肩甲骨を動かす「ゲッタマン体操」を紹介したところ、全国の書店及びAmazon書籍全部門において、第1位、第2位に同時にランキングされ、“肩甲骨 ” が健康メソッドの新常識となる。
“脳”、“内臓力”、“免疫力”は三位一体を提唱し「世界一受けたい授業【日本に迫る危機SP】」（日本テレビ）に連続出演。「ももクロゲッタマン体操」シリーズ本は２１万部を突破。
著書は累計８３万部のベストセラーとなり、韓国、台湾でも出版。
近年は、心身の不調を引き起こす“スマホ症候群”、心と体を整える“ゲッタマン体操”、新入社員からNTT本社を経て１３年間勤務し、社会人としての性格、人格、才覚すべてを学び、健康の天職の道へと導いて頂いた、通信業界のリーディングカンパニー“ＮＴＴ”の３つの親和性を感じて「スマホゲッタマン体操」を出版。 
テレビでは、冠番組「ゲッタマンのもっとキレイに！ココロ☆カラダ改造計画」（BS朝日）を持ち、アメリカの報道ニュース番組に生出演。
毎年、全国の都道府県において、人事院、健康保険組合、各企業などの、ココロとカラダをテーマにした、健康経営、生活習慣病予防、ストレス、ダイエットなどについての講演を実施。ウェルビーイングを導入する企業からの講演依頼も殺到するなど、多方面において活躍中。

## 人物

### 屋久島が原点
世界自然遺産の屋久島で育ち、朝日が昇って夕陽が沈むまで海、山、森、川で遊びながら、幼少期から高校までを過ごす。子供の頃は、自然豊かな神秘の森の木の上に作ったツリーハウスが秘密基地。自然に畏敬の念を抱きながら、自然に誠実に向き合って生きることがGETTAMANの原点。
大学を卒業後、NTTに民営化一期生として入社。営業マンとして活躍していたが25才の時にいきなり、NTT本社の労働部に昇進する。しかも、九州で一番、数学が出来る人材というふれこみで年金数理人というポストに大抜擢される。NTT本社、労働部では慣れない業務に挫折に次ぐ挫折。社会人、人生における最高の学びの場を経験。
転機が訪れたのはターザンという雑誌。ターザンCUPトライアスロン大会募集記事を見て即座にエントリー、優勝。その後、トライアスロンという競技において日本を代表するトライアスリートとなる。
その優勝をきっかけにNTTグループ企業のスポーツ会社に出向を懇願し、またしてもまったく畑違いのフィットネスクラブの支配人となる。その当時の社長に「君は超エリートコースから何でこんなグループ企業に？」という言葉をきっかけに奮起し、3年で売上高を6倍へ。同時にスタッフ社員の待遇も飛躍的に改善された。
しかし、構造改革によって元の待遇に逆戻りして人生のまた大きな転機を迎える。「もうやるべきことは終えたのか!?」「このスタッフ達と共に働き続ける方法はないのか!?」「そうだ。このスタッフ達と共に会社を作って独立しよう!!」「独立なんて出来るのか？」「大企業にいたら一生、安心じゃないか。」と、自問自答する日々が続き、挙げ句の果てには、熱海での講演の際に屋上で大空を見上げながら「この待ち時間にUFOが出現したら独立しよう！」と考えるも、もちろん出現せず。「やっぱり、止めよう。」と、講演を終えて最寄り駅に到着し改札を出た際に前を歩いていた親子連れの子供が「お母さん、ほらUFO!」と夜空を指差す。「UFO!?」と思ったが、もちろんUFOではなかったが、「ヨシ!!独立しよう!!」と決断。
思いたったら直ぐに行動。経営陣に対して「健康増進事業を専門特化した会社に委託をかけましょう!!」と提案。経営陣は、「なるほど、一理あるね。ところでどの会社に委託をかけようと考えているのかね!?」と問いかけ、「私が会社を作ります!!」と提案。「お前は馬鹿か？そんなこと出来るわけがないだろう!!」と一喝され、何度も断られ続けた。しかし、自分を信頼してついてきてくれるスタッフと、その将来を考えると怖いものなしと考え、腹を括って経営陣に何度も何度もプレゼンした。
そして、ホノルルマラソンから帰ってきた日に大きな山が動いた。「君の言う通りにしよう!!」との返事、そして心に刻むメッセージを頂いた。「君は非常識な人間だ!!」「しかし、非常識なことを人に心地よく提供することはなかなか出来ないから、そのまま邁進しなさい!!」。
そして、株式会社フィットネスアライアンスという会社を設立した。

### GETTAMANに逢えると幸せが訪れる
「GETTAMAN」と呼ばれ始めたのは約26年前。
NTTに勤務しながら、トライアスリートとして国際大会にて入賞など、輝かしいキャリアを持っていた中、ホノルルマラソンツアーのアドバイザーとして毎年参加するようになり、その時にプレイベントとして開催されたアロハ駅伝終了後の全世界各国のアワードパーティー会場で「せっかくハワイに来ているのだからお前も走れ！」と主催者からリクエストされる。そして、マラソン当日の朝、段ボール箱いっぱいの衣装が届いた。中には、羽織・袴・高下駄という日本的なファッション。走らざるをえない状況に追い込まれる。トライアスリートとして、1分1秒の世界で勝負してきたのに、なぜこんな格好で走らなければならないのかと、最初は途中棄権するつもりで引き受けた。
1年目は、自分のもてる限界を越えて、白い骨が見えて、骨身を削りながら、痛くて、痛くて、痛さをまぎらわすために、ランナーに励ましのエールを送るのが精一杯。高下駄で擦れた足からは血が流れ、周りからは「クレイジー」の声も聞こえた。しかし、「カラン、コロン」という下駄の音色で、モーゼの道のごとく、自然と潮が引くように二万五千人のランナーたちがど真ん中を空けてくれる・・・走らざるをえない状況になった。
気がつくと痛みや疲労に耐えきれず逃げ出しそうになって歩いている各国のランナー達に「ファイト！」「メリークリスマス！」と頭をなでながら微笑んでいた。血だらけで励ましながら走っている後ろには1人、2人とランナーが増え続け、100名を超えるランナー達が「いっち！！にー！」「ファイト！」「ゴール！」の掛け声にあわせて連呼。悲鳴をあげ苦しそうな表情だったランナー達の表情には晴れやかな笑顔が・・・！！！20キロ、30キロ・・・足から血を流し、声を枯らしながらも走り続け、叫び続け、ゴールが見えてきた40キロ過ぎ、目からは涙が止めどなく流れ始めた。ゴールした瞬間、競技では感じたことが無い感動と充実感を感じた。初めて、アスリートではなく、生身のひとりの人間として走ることができた気がした。
２年目、ハワイに到着すると、去年の走りがポスターに。
- タイトルが「GETTAMAN」
- サブタイトルが「ホノルルマラソンでGETTAMANに逢えると幸せが訪れる」

引くに引けなくなり、毎年GETTAMANスタイルで、皆を励ましながら走り続けている。
今では、自我が大我にかわり、人生観を変えてくれたホノルルマラソンに感謝しながら、全ランナーにエールを贈るのが目標。

### ゲッタマン体操
長年の講演活動の中で、肩こり予防の体操を考案。日本テレビの番組「スター☆ドラフト会議」に出演し、肩甲骨を動かす「ゲッタマン体操」を紹介したところ、“肩甲骨”が健康メソッドの新常識となる。また、人間の体は「脳」「免疫力」「内臓力」を三位一体にすることが大切ということを提唱。「ももクロゲッタマン体操」を考案し、日本テレビの番組「世界一受けたい授業」に連続出演して紹介。書籍は累計８３万部のベストセラーとなっている。
近年は、心身の不調を引き起こす“スマホ症候群”、心と体を整える“ゲッタマン体操”、新入社員からNTT本社を経て１３年間勤務し、社会人としての性格、人格、才覚すべてを学び、健康の天職の道へと導いて頂いた、通信業界のリーディングカンパニー“ＮＴＴ”の３つの親和性を感じて様々な不調を改善する「スマホゲッタマン体操」を考案。 

## 略歴
- 1987年
  - NTT入社。
- 1990年
  - NTT本社労働部に着任。年金数理人のポストに就く。
  - 初参加の｢ターザンカップ トライアスロン大会」で優勝する。
- 1993年
  - NTTグループフィットネスクラブ支配人となり、運営を行う傍ら、健康運動指導士として講演活動を開始。
  - 雑誌「ランナーズ」「ハナコ」「ターザン」などの監修やアドバーザーを努める。
- 1996年
  - 佐渡国際トライアスロン大会5位入賞。
  - ホノルルマラソン出場。羽織、袴、高ゲタ姿で完走する。
    - 現地ホノルルにて"GETTAMAN"の愛称で親しまれるようになり、その後、現在まで毎年GETTAMANスタイルで連続出場。
- 2001年
  - NTTから内部独立し、株式会社フィットネスアライアンスを設立。
  - 大手企業や官公庁などにおいて、メタボリック対策やストレス対策、ダイエット等のスペシャリストとして講演活動を展開。
  - 南日本新聞3月28日付「Tokyo元気メール」に掲載。
- 2002年
  - NTT情報流通基盤総合研究所で、研究者の心のケアを行うメンタルヘルスカウンセラーとして活動を開始。
- 2003年
  - 運動・休養・栄養のゾーンを兼ね備えた究極の癒しの空間｢グッドシェイプ・カフェ」をオープン。
- 2004年
  - 幻冬舎より『治し方がよくわかる 心のストレス病』出版。
  - iモード公式サイト｢スーパーボディ」ダイエットカウンセリングのアドバイザー就任。
- 2005年
  - テレビ東京「世界のビューティーツアー」出演。
  - 日本テレビ「汐留スタイル」出演。
  - 故郷、鹿児島県の屋久島に「屋久島フィットネスセンタ」をオープン。
- 2006年
  - 読売新聞3月28日付経済欄に社長特集記事掲載。
  - “ヒューマンアーティスト”として、各界著名人のココロとカラダのケア活動を開始。
  - ゆず・北川悠仁氏のコンディショニングサポートをスタート。
- 2007年
  - 新高輪プリンスホテルにおいて｢元気イベント」をプロデュース。ゆずとコラボレーションし出演。
- 2008年
  - ダイエット、アンチエイジング、ストレスのスペシャリストとして、TV、専門誌、女性誌、ファッション誌、新聞などで紹介される。
- 2009年
  - 主婦と生活社より、GETTAMANメソッド『天使の羽ダイエット』出版。
  - ｢天使の羽ダイエット講演」を各地で実施。
  - YUZU ARENA TOUR 2009-2010「FURUSATO」サポート。
  - 朝日新聞12月13日付コラム「ひと」に掲載。
- 2010年
  - 静岡FM放送「K-MIX キャラメルポケット」に出演。
  - 光文社より『最強の5分間「肩甲骨」ダイエット』出版。
  - ゴールドフラッグとコラボレーションし、GTTAMANプロデュース 上下Dietインナーウエア「天使のおくりもの」発売。
- 2011年
  - 廣済堂出版より『GETTAMANメソッド 肩甲骨ダイエット わかりやすいDVD付き』出版。
  - 光文社より『最強の7分間「仙骨」ダイエット』出版。
  - 『肩甲骨 Diet』韓国にて出版。
  - 「YUZU ARENA TOUR 2011」サポート。
  - 日本テレビ「行列のできる法律相談所」の企画において、日本で一番過酷な佐渡国際トライアスロン大会に挑戦する。
    - チーム行列&安田美沙子さんのトライアスロンコーチとして一年間サポート。
- 2012年
  - GETTAMANメソッド満載の『肩胛骨痩身法』台湾にて出版。
  - 故郷、屋久島のエコイベント｢2012 サイクリング屋久島」にて、オフィシャルサポーターを務める。
  - 名古屋城ラン 合宿企画「GETTAMANと走るフルマラソントレーニングチャレンジ」開催。
  - WESTIN NAGOYA CASTLEとのコラボ企画“Diet 合宿”開催。
  - 日本テレビ「スター☆ドラフト会議」出演。
  - 「ゆずデビュー15周年感謝祭 ドーム公演 YUZU YOU｣サポート。
  - 廣済堂出版より『GETTAMAN式ドローイン～速効! おなか集中ダイエット～わかりやすいDVD付き』出版。
  - 小学館より『世界一手抜きのダイエット肩甲骨を動かすだけ!』出版。
  - 光文社より『最強の「肩甲骨」ダイエット』『最強の「仙骨」ダイエット』出版。
  - 日本文芸社より『GETTAMAN流 男ヤセ術』出版。
- 2013年
  - 幻冬舎より『ゲッタマン体操でやせる！』出版。
  - 電子書籍『GETTAMANメソッド肩甲骨ダイエット』『GETTAMAN式ドローイン』（廣済堂出版）をリリース。
  - 日本テレビ「スター☆ドラフト会議」から、プレゼンツ番組初のオフィシャルDVDとしてビクターより『GETTAMAN体操～たった5分で簡単シェイプ～』をリリース。
  - 小学館より『O脚X脚は治る! GETTAMAN式美脚教室』出版。
  - 三笠書房より『GETTAMAN式肩甲骨ダイエット』出版。
  - KADOKAWAより『人生に幸せが訪れる GETTAMAN健康バイブル』出版。
  - フジテレビ「人生の正解TV～これがテッパン！～」出演。
- 2014年
  - 初冠番組『ゲッタマンのもっとキレイに！ココロ☆カラダ改造計画』（BS朝日）出演。
  - 平成の歌姫・安室奈美恵さんのコンディショニングサポートを開始。
  - 主婦と生活社より『病気にならない！GETTAMANの骨ほぐし体操』出版。
  - ポニーキャニオンより目的別にDVD3枚同時リリース。
    - 『ゲッタマンのもっとキレイに!ココロ☆カラダ改造計画 1日5分で悩み解決!!最新肩甲骨体操』
    - 『ゲッタマンのもっとキレイに!ココロ☆カラダ改造計画 1日1分でキレイに魅せる!部分やせ体操30日間プログラム』
    - 『ゲッタマンのもっとキレイに!ココロ☆カラダ改造計画 とにかくやせたいあなたへ!!楽やせ体操1日10分7日間プログラム』
- 2015年
  - GETTAMAN初のオートクチュールダイエットコース「DIET ONLINE」スタート。
  - 飛鳥クルーズ就航25周年オープニング・クルーズにて講演を実施。
  - 屋久島初のオーベルジュスタイル「sankaraHOTEL&spa 屋久島」とのコラボレーション企画実施。
  - 「屋久島がもたらす恵みで心と身体を癒やす healing & anti-aging STAY」を実施。
  - テレビ朝日・テレ朝動画の「LoGiRL」にレギュラー出演。
- 2016年
  - アメリカの報道ニュース番組に、特別ゲストとして生出演。
  - 健康メッセージとオリジナルエクササイズ動画を日替わりで毎日配信する「毎日、元気に！365日体操」をスタート。
  - テレビ朝日・テレ朝動画の「LoGiRL」にレギュラー出演。
  - BSフジ初の新大型情報生番組「DO YOU? サタデー」出演。
  - 「テレビ朝日・六本木 ヒルズ夏祭り SUMMER STATION」ゲスト出演。
  - 「オレペ大感謝まつり」ゲスト出演。
  - ハワイにて「第1回ゲッタマン体操 in Hawaii」開催。
  - “羽織・袴・下駄”のスタイルで20回目のホノルルマラソンを完走。
- 2017年
  - 「テレビ朝日・六本木ヒルズ 夏祭り SUMMER STATION」ゲスト出演。
  - 日本武道館・ももいろクローバーＺのライブイベント「Over.40 祭り」スペシャルゲストとして出演。
  - 「“悠久の島”世界自然遺産屋久島の魅力」トークショーにゆず・北川悠仁氏と登壇。
  - ハワイにて「第2回ゲッタマン体操 in Hawaii」開催。
  - ハワイのラジオ番組「KZOO RADIO」出演。
  - ハワイのラジオ番組「Island Breeze from Hawaii」大晦日ペシャル出演。
- 2018年
  - TOKYO FM「ももいろクローバーZの SUZUKI ハッピー・クローバー」出演。
  - ハワイの情報誌「Lighthouse Hawaii」の健康特集記事を監修。
  - 「テレビ朝日・六本木ヒルズ 夏祭り SUMMER STATION」ゲスト出演。
  - KTS「かごニュー」に特別ゲストとして生出演。
  - ハワイにて「第3回ゲッタマン体操 in Hawaii」開催。
  - ハワイのラジオ番組「KZOO RADIO」出演。
- 2019年
  - ハワイのラジオ番組「Island Breeze from Hawaii」新春スペシャル出演。
  - ハワイの情報誌「Lighthouse Hawaii」の健康特集記事を監修。
  - 「ゲッタマンのもっとキレイに！ココロ☆カラダにやさしいスイーツアボカドチーズケーキ」お菓子のさかい新発売。
  - KTS「ナマ・イキ VOICE」に特別ゲストとして生出演。
  - PHP「からだスマイル 5月号」の健康特集記事を監修。
  - 「ももクロ春の一大事 2019in黒部市～笑顔のチカラつなげるオモイ～」にゲスト出演。
  - アスリートサポート協会(WINGLE)主催『Wingle令和元年記念GW特別記念企画』特別ゲストとして出演。
  - 日本最大の税理士全国会「“健康経営最新メソッド”経営のためのヒューマンパワーセミナー」実施。
  - 故郷、屋久島にて開催の生涯学習県民大学（屋久島町教育委員会）に登壇。
  - KTS「かごニュー」に特別ゲストとして生出演。
  - NTTグループ健康表彰式の特別講演に登壇。
  - 第22回「健康づくり推進員大会」（鹿児島県国民健康保険団体連合会）鹿児島市民文化ホールにて特別講演登壇。
  - 全国講演「ゲッタマンのもっとキレイに！ココロとカラダ★シェイプアップセミナー」（健康保険組合主催）を実施。
  - ハワイにて「第4回ゲッタマン体操 in Hawaii」開催。
- 2020年
  - KTS「ナマ・イキ VOICE」に特別ゲストとして生出演。
  - 主婦と生活社より『ももクロゲッタマン体操 パワー炸裂！体幹ダイエットDVD 67分付き』出版。
  - コロナ禍において“内臓力”をテーマに各方面からの雑誌等を監修。
  - 日本テレビ「世界一受けたい授業」に“内臓力”をテーマに出演。
  - ハワイの情報誌「Lighthouse　Hawaii」の健康特集記事を監修。
- 2021年
  - 宝島社「素敵なあの人特別編集　大人のやせる食べ方」の特集記事を監修。
  - 「LEON」の特集記事に登場。
  - 日本テレビ「世界一受けたい授業」“日本に迫る危機”2時間SPに出演。
  - ABCラジオ「リアルをぶつけろ！ハッシュタグZ」に出演。
  - 「TAKAGI 24 in品川プリンスホテル」にサプライズゲストとして登場。
  - ハワイの情報誌「Lighthouse　Hawaii」の健康特集記事を監修。
  - 故郷、屋久島町立中央中学校創立１０周年記念講演に登場。

- 2022年
  - 香港の地上波TV局最大大手のTVBにて“内臓力”をターゲットに「ももクロゲッタマン体操」が登場。
  - 主婦と生活社より『ももクロゲッタマン体操 ココロとカラダをとき放て！ メンタル力ダイエット 【脳】 DVD77分付き』出版。
  - 週刊女性「人間ドキュメント」特集記事に登場。
  - ハワイのラジオ番組「KZOO RADIO」出演。
  - 主婦と生活社より『ももクロゲッタマン体操 免疫力もっと高めろ！全身ダイエットDVD77分付き』出版。
- 2023年
  - ハワイの情報誌「Lighthouse　Hawaii」の健康特集記事を監修。　　
  - ハワイのラジオ番組「KZOO RADIO」出演。
  - “羽織・袴・下駄”のスタイルで25回目のホノルルマラソンを完走。
- 2024年
  - ＮＴＴ出版より「スマホゲッタマン体操」出版。
  - ハワイの情報誌「Lighthouse　Hawaii」の健康特集記事を監修。　
  - MBCラジオ「やくしまじかん」出演。　
  - ハワイのラジオ番組「KZOO RADIO」出演。
  - “羽織・袴・下駄”のスタイルで26回目のホノルルマラソンを完走。

- 2025年
  - 「毎日GETTAMANエクササイズで健康に元気に！〜ハワイ編〜」監修。
  - ハワイの情報誌「Lighthouse　Hawaii」の健康特集記事を監修。

## 資格
健康運動指導士 
メンタルヘルスカウンセラー 
高等学校教諭（社会）
中学校教諭（社会）
社会教育主事

## アスリート歴
- ターザンカップ トライアスロン大会 優勝。
- 出水ツルマラソン 優勝。
- 国際トライアスロン佐渡大会 5位。
- トライアスロン 日本海国際大会 6位。
- 米ハワイ ホノルルマラソン 26年連続 下駄で完走。

## 著書
- 『スマホゲッタマン体操』（NTT出版）
- 『ももクロゲッタマン体操 免疫力もっと高めろ！全身ダイエットDVD77分付き』（主婦と生活社）
- 『ももクロゲッタマン体操 ココロとカラダをとき放て！ メンタル力ダイエット 【脳】 DVD77分付き』（主婦と生活社）
- 『ももクロゲッタマン体操 パワー炸裂! 体幹ダイエットDVD 67分付き』（主婦と生活社）
- 『GETTAMANの骨ほぐし体操』（主婦と生活社）
- 『人生に幸せが訪れるGETTAMAN健康バイブル』（KADOKAWA）
- 『GETTAMAN式肩甲骨ダイエット』（三笠書房）
- 『O脚X脚は治る!GETTAMAN式美脚教室 DVD付き』（小学館）
- 『ゲッタマン体操でやせる!』（幻冬舎）
- 『GETTAMAN流 男ヤセ術』（日本文芸社）
- 『最強の「仙骨」ダイエットDVD付き』（光文社）
- 『最強の「肩甲骨」ダイエットDVD付き』（光文社）
- 『世界一手抜きのダイエット 肩甲骨を動かすだけ!』（小学館）
- 『GETTAMAN式ドローイン～速効! おなか集中ダイエット～わかりやすいDVD付き』（廣済堂出版）
- 『GETTAMANメソッド 肩甲骨ダイエット わかりやすいDVD付き』（廣済堂出版）
- 『肩胛骨痩身法』（台湾で出版）
- 『肩甲骨Diet』（韓国で出版）
- 『最強の７分間「仙骨」ダイエット』（光文社）
- 『最強の５分間「肩甲骨」ダイエット』（光文社）
- 『天使の羽ダイエット』（主婦と生活社）
- 『治し方がよくわかる 心のストレス病』（幻冬舎）

## DVD
- 『ゲッタマンのもっとキレイに!ココロ☆カラダ改造計画 1日5分で悩み解決!!最新肩甲骨体操』（ポニーキャニオン）
- 『ゲッタマンのもっとキレイに!ココロ☆カラダ改造計画 1日1分でキレイに魅せる!部分やせ体操30日間プログラム』（ポニーキャニオン）
- 『ゲッタマンのもっとキレイに!ココロ☆カラダ改造計画 とにかくやせたいあなたへ!!楽やせ体操1日10分7日間プログラム』（ポニーキャニオン）
- 『スター☆ドラフト会議 プレゼンツ GETTAMAN体操 ～1回5分で簡単シェイプ～』（ビクターエンターテイメント）

## メディア出演

### テレビ
- 行列のできる法律相談所（日本テレビ）
- 世界一受けたい授業（日本テレビ）
- スター☆ドラフト会議（日本テレビ）
- ヒルナンデス!（日本テレビ）
- PON!（日本テレビ）
- ぎゃっぷ人（日本テレビ）
- 汐留スタイル（日本テレビ）
- 東京ワンダーホテル（日本テレビ）
- モーニングショー（テレビ朝日）
- LoGiRL（テレビ朝日）
- はなまるマーケット（TBS）
- 王様のブランチ（TBS）
- ノンストップ!（フジテレビ）
- 人生の正解 TV～これがテッパン！～（フジテレビ）
- 7スタ LIVE（テレビ東京）
- L4YOU!（テレビ東京）
- お達者ライフ（テレビ東京）
- 世界一周エステの旅（テレビ東京）
- タマリバ（テレビ西日本）
- ナマ・イキVOICE（鹿児島テレビ放送）
- かごニュー（鹿児島テレビ放送）
- ゲッタマンのもっとキレイに！ココロ☆カラダ改造計画（BS朝日）
- ワンダーナイト（BS朝日）
- DO YOU? サタデ―（BSフジ）
- モード×クラシック（BSジャパン）
- 週末めとろポリシャン♪（TOKYO MX）
- 5時に夢中!（TOKYO MX）
- 青木隆治のエンタメまるっと LIVE（NOTTV）
- 新日本プロレス大作戦（NOTTV）
- aiueo（台湾放送局）
- Fashion walker（台湾放送局）

### ラジオ
- 土曜朝イチエンタ。堀尾正明＋PLUS！（TBSラジオ）
- グッチ裕三 日曜うまいぞぉ!（文化放送）
- ももいろクローバーＺの SUZUKI ハッピー・クローバー（TOKYO FM）
- Sunday Switch!（TOKYO FM）
- K-MIX キャラメルポケット（静岡FM放送）
- 武内裕之 That's On Time（九州朝日放送）
- KZOO RADIO（ハワイ州公認日本語ラジオ局）
- Island Breeze from Hawaii（FM NORTH WAVE）
- 「リアルをぶつけろ！ハッシュタグZ」（ABCラジオ）